# 思群堂
思群堂位于华东师范大学中山北路校区，建于1946年，因纪念大夏大学校长王伯群而得名。现为华东师范大学大礼堂。

## 历史
1944年冬，日军进犯黔南，大夏大学三迁赤水，王伯群校长因迁校劳累成疾，于同年12月逝世于重庆。日本投降后，大夏师生于1946年夏由赤水迁回阔别八年的上海，并在原校址复课。经此浩劫，大夏师生更加思念故校长王伯群，校董会董事长孙科提出在丽娃河畔修建“思群堂”以纪念已故校长。堂前立有纪念碑，碑曰：“大夏师生于聚首庆叙之余，感悼先生不已，乃建一堂，颜曰思群，庶登斯堂者，瞻其轮奂恢祟，如见先生之风范焉。” 
1951年，大夏大学与光华大学合并成立华东师范大学，思群堂遂成为华东师范大学校园内的历史建筑之一。

## 文物保护
思群堂于2011年被列为普陀区文物保护单位，2015年被列为第五批上海市优秀历史建筑。